# Hanjin Heavy Industries
Hanjin Heavy Industry Co. Ltd. (KRX: A097230

) er en sydkoreansk skibsbyggervirksomhed som er blandt verdens 10 største. Virksomheden er grundlagt i 1937 som Chosun Heavy Industries. I 1989 fusioneres virksomheden ind i Hanjin-konglomeratet og virksomheden får sit nuværende navn. I 2005 blev virksomheden fraspaltet Hanjin, men beholdt sit navn. HHI har hovedsæde i Busan.

## See også
- Hanjin